# Anna Wintour (Baby K)
Anna Wintour è un singolo della rapper italiana Baby K, pubblicato l'8 giugno 2015 come primo estratto dal secondo album in studio Kiss Kiss Bang Bang.

## Descrizione
Il singolo è un omaggio all'omonima giornalista, nota come la direttrice della rivista Vogue. Inoltre, secondo quanto dichiarato dalla stessa Baby K, il brano risulta essere anche una dedica rivolta «a tutte le ragazze in carriera che lottano e si sbattono per raggiungere i propri obiettivi – la dedico a loro, ad ogni diva e le regine al lavoro.»

## Video musicale
Il videoclip, diretto da Priscilla Santinelli ed ispirato al film Il diavolo veste Prada, è stato pubblicato in concomitanza con l'uscita del singolo attraverso il canale Vevo della rapper.

## Tracce
1. Anna Wintour – 3:29